# 花見川郵便局
花見川郵便局（はなみがわゆうびんきょく）は千葉県千葉市花見川区にある郵便局である。民営化前の分類では集配普通郵便局であった。

## 概要
住所：〒262-8799 千葉県千葉市花見川区さつきが丘1-30-1

### 併設施設
- ゆうちょ銀行花見川店（さいたま支店花見川出張所）：取扱店番号 055020

## 沿革
- 1973年（昭和48年）2月5日 - 千葉西郵便局として、千葉市さつきが丘一丁目に開局[1]。
- 1992年（平成4年）4月6日 - 花見川郵便局に改称[2][3]。
- 1999年（平成11年） - 外国通貨の両替および旅行小切手の売買に関する業務取扱を開始
- 2007年（平成19年）10月1日 - 民営化に伴い、併設された郵便事業花見川支店、ゆうちょ銀行花見川店に一部業務を移管。
- 2012年（平成24年）10月1日 - 日本郵便株式会社発足に伴い、郵便事業花見川支店を花見川郵便局に統合。

## 取扱内容

### 花見川郵便局
- 郵便、印紙、ゆうパック、内容証明
- 生命保険、バイク自賠責保険、がん保険、引受条件緩和型医療保険
- 千葉市花見川区内全域（〒262-xxxx）の集配業務
- ゆうゆう窓口

### ゆうちょ銀行花見川店
- 貯金、貸付、為替、振替、振込、国際送金、外貨両替、トラベラーズチェック、国債、投資信託、変額年金保険

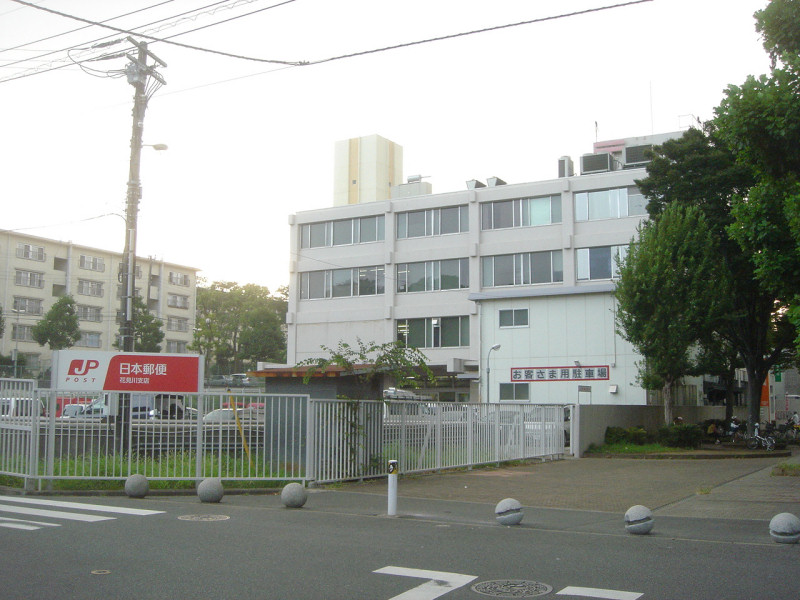

- ATM

## 周辺
- さつきが丘
- 宮野木ジャンクション
- 犢橋貝塚公園

## アクセス
- JR総武本線 新検見川駅（北口）から徒歩約40分
- 京成バス さつきが丘第二停留所下車
- 東関東自動車道 千葉北ICから南西に約3km、京葉道路 武石ICから東へ約3.5km
- 駐車場あり：14台